# 鳳凰山漢墓簡牘
鳳凰山漢墓簡牘是指1973-1975年間，在湖北江陵鳳凰山8號、9號、10號、168號、167號漢墓出土的漢代木牘、竹簡、木簡、竹牘、衡柑文字和木楬。有關資料現收錄於李均明、何雙全：《散見簡牘合輯》（北京：文物出版社，1990年）第55-82頁。

## 湖北鳳凰山8號漢墓竹簡
湖北鳳凰山8號漢墓竹簡是指1973年出土于湖北省江陵紀南城鳳凰山8號漢墓頭箱頂部的176枚西漢文帝至武帝年間竹簡。出土竹簡每枚長22.4-23.8、寬0.55-0.8、厚0.1cm。簡文內容為隨葬器物的清單。

## 湖北鳳凰山9號漢墓木牘、竹簡
湖北鳳凰山9號漢墓木牘、竹簡是1973年出土于湖北省江陵紀南城鳳凰山9號漢墓的3枚木牘和80枚竹簡。出土簡牘時代屬於漢文帝至漢景帝年間。簡文內容為隨葬器物清單。

## 湖北鳳凰山10號漢墓木牘、竹簡
湖北鳳凰山10號漢墓木牘、竹簡是1973年出土于湖北省江陵紀南城鳳凰山9號漢墓的木牘竹簡。時代屬於漢文帝至漢景帝年間。出土木牘3枚、竹簡170多枚，其中可辨認的有124枚簡文。簡文內容為鄉里行政機構的文書，涉及算賦、田租、貨種等方面；還有隨葬器物清單和承包契約。

## 湖北鳳凰山167號漢墓木簡、木楬
湖北鳳凰山167號漢墓木簡、木楬是指1975年于湖北省江陵縣鳳凰山168號漢墓的74枚木簡和數枚木楬。簡文內容為隨葬器物清單；楬文內容是糧食名稱和數量。

## 湖北鳳凰山168號漢墓竹牘、衡柑文字
湖北鳳凰山168號漢墓竹牘、衡柑文字是指1975年于湖北省江陵縣鳳凰山168號漢墓邊箱中部底層出土西漢文帝時期的竹牘和衡柑文字。主要內容為告地下官吏的冥間文書。